# Disgrafia
La disgrafia es defineix, d'acord amb el D.S.M.IV com: la discrepància entre les habilitats per escriure i l'edat quan causa interferència amb les activitats de la vida quotidiana per a les quals cal l'escriptura.

## Tipus
Es presenta en tres subtipus, que poden aparèixer junts o aïllats segons els mecanismes neurològics implicats:
- Disgrafia basada en el llenguatge: és una dificultat per construir correctament les paraules escrites. Per escriure es parteix d'un fonema per a construir el grafema. Es tracta per tant del mateix procés que es realitza en la lectura però en el camí contrari. Aquest procés està molt vinculat a la dislèxia.
- Disgrafia d'execució motora: es referix a l'habilitat de motricitat fina necessària per escriure manualment. És un trastorn purament motor, no relacionat directament amb els mecanismes lectors. Ja que poden haver-hi dificultats pràxiques a la planificació i a la programació de maniobres motores complexes, a més de la mala lletra poden presentar errors ortogràfics.
- Disgrafia visoespacial: es refereix a una baixa habilitat visoespacial, deficient ubicació i distribució en el paper de l'escriptura, dificultat per encertar correctament en les separacions de les paraules. També omet lletres i té una especial dificultat a preveure el final de la línia i de la pàgina i de respectar els marges. Són nens que fan mala lletra i a més poques habilitats per al dibuix.

## Tractament
El tractament té per objectiu recuperar la coordinació global i manual, i l'adquisició de l'esquema corporal; rehabilitar la percepció i l'atenció gràfica; estimular la coordinació visomotriu, millorant el procés visomotor; educar i corregir l'execució dels moviments bàsics que intervenen en l'escriptura (rectes, ones...) així com tenir en compte conceptes com: pressió, fre, fluïdesa, etc.; millorar l'execució de cadascun dels gestos que intervenen en l'escriptura, és a dir de cadascuna de les lletres; millorar la fluïdesa escriptora; corregir la postura del cos, dels dits, de la mà i del braç, i vetllar per la posició del paper.
El tractament de la disgrafia engloba diferents àrees i activitats que moltes d'elles poden ser creades per l'educador, ja que pot tenir un registre dels errors que fa el nen o nena.
- Psicomotricitat global i psicomotricitat fina: que el nen s'adoni quines són les posicions adequades.
- Percepció: treballar l'orientació rítmica temporal, l'atenció, la confusió figura-fons, reproducció de models visuals.
- Visomotricitat: Coordinació visomotora, millorar els processos visomotors fent activitats com el perforat amb punxó, retallar amb tisores, trinxar paper, enfilar, moldejar amb plastilina, pintar i colorejar models.
- Grafomotricitat: educar i corregir els moviments bàsics que intervenen en l'escriptura, estimular els moviments bàsics de les lletres (rectilinis, ondulats, bucles, cercles...) i tenir en compte conceptes com la pressió, el fre i la fluïdesa.
- Grafoescriptura: millorar l'execució de les direccionalitats que intervenen en l'escriptura, exercitació de cal·ligrafia.
- Perfeccionament escriptor: millorar la fluïdesa escriptora, corregint errors, unió de lletres i paraules, inclinació de lletres, treballar amb quadrícules.
- Exercicis de relaxació.